# Antonio Abbondi

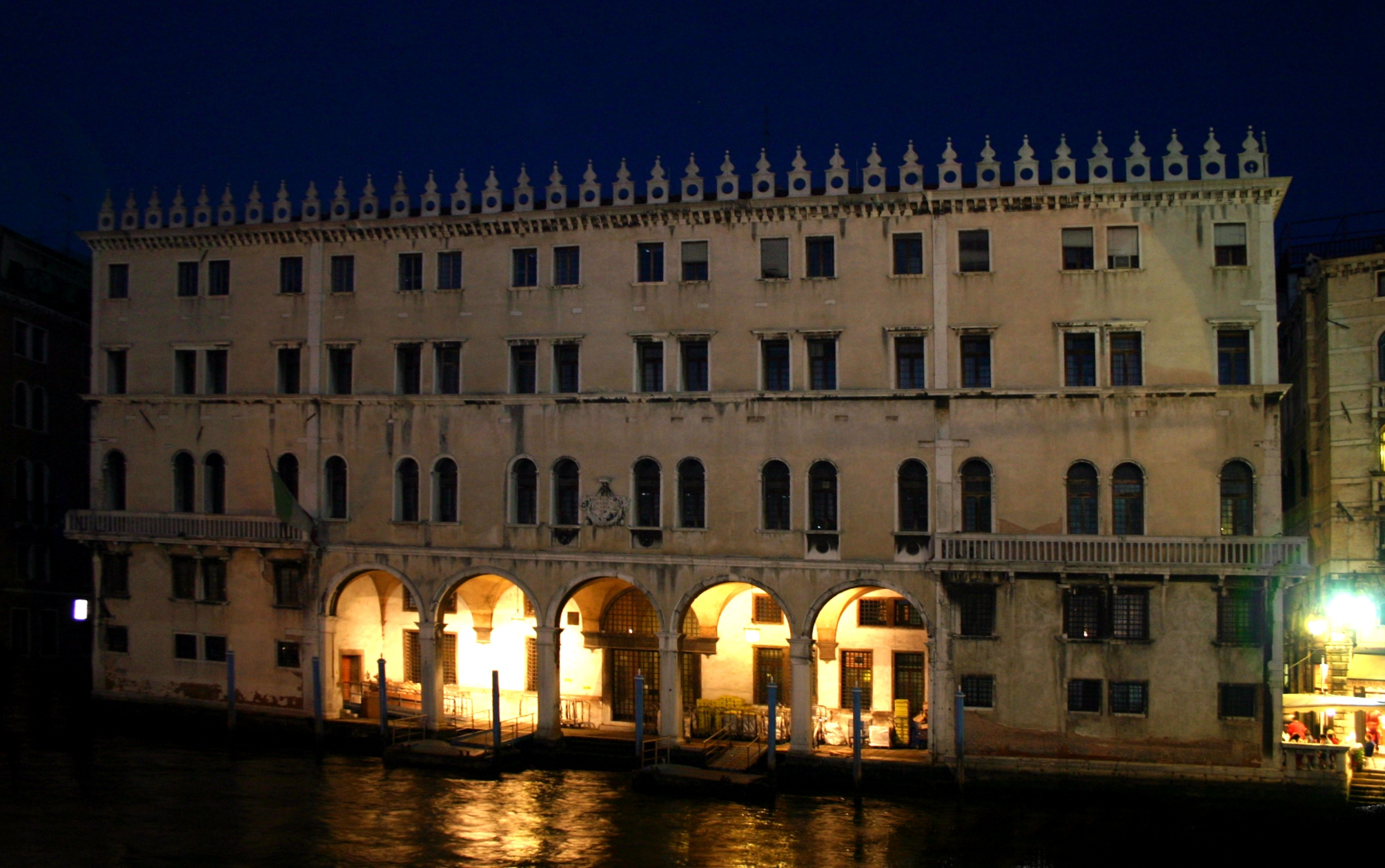
Fondaco dei Tedeschi nocą

Antonio Abbondi (ur. 1465 w Grosio, zm. 6 listopada 1549 w Wenecji) – włoski architekt doby renesansu, działający głównie w Wenecji.

## Życiorys
W 1505 roku nadzorował przebudowę Fondaco dei Tedeschi, odbudowywał także kościół San Giovanni Elemosinario.